# Феудо II (Кампобасо)
Феудо II је насеље у Италији у округу Кампобасо, региону Молизе.
Према процени из 2011. у насељу је живело 38 становника. Насеље се налази на надморској висини од 633 м.